# Socialminister
Socialminister eller hälsominister är den minister i ett lands regering som ansvarar för socialpolitiken, till exempel barn- och familjepolitik, socialtjänstpolitik inklusive handikapp- och äldrepolitik, sjuk- och hälsovård, socialförsäkringar, folkhälsa, etc. Socialministern leder ett socialdepartement eller socialministerium och bistås i detta av en tjänsteman som vanligtvis är politiskt tillsatt och i flera länder innehar titeln statssekreterare. 
Socialministerns ansvarsområde har vuxit i samband med välfärdsstatens utbyggnad och idag är politikområdet vanligen uppdelat på flera ministrar, ibland dock placerade på samma ministerium eller departement (i till exempel Sverige och Finland). 
I Europeiska kommissionen är motsvarande ämbeten kommissionärerna med ansvar för sysselsättning, socialpolitik och inkludering respektive hälsa- och konsumentpolitik. I Europeiska unionens råd möts social- och hälsoministrar med flera i formationen Rådet för sysselsättning, socialpolitik, hälso- och sjukvård samt konsumentfrågor.

## Olika länders motsvarigheter till socialminister
| Land           | Minister | Ministerium                                                                                  |
| -------------- | --- | -------------------------------------------------------------------------------------------- |
| Danmark        | Socialminister | Socialministeriet                                                                            |
| Danmark        | Indenrigs- og sundhedsminister (Inrikes- och hälsominister) | Indenrigs- og Sundhedsministeriet                                                            |
| Finland        | Social- och hälsovårdsminister | Social- och hälsovårdsministeriet                                                            |
| Finland        | Omsorgsminister | Social- och hälsovårdsministeriet                                                            |
| Frankrike      | Ministre du Travail, des Relations sociales, de la Famille, de la Solidarité et de la Ville (Minister med ansvar för arbete, sociala frågor, familjepolitik, solidaritet och städer) | Ministère du Travail, des Relations sociales, de la Famille, de la Solidarité et de la Ville |
| Frankrike      | Ministre de la Santé et des Sports (Hälso- och idrottsminister) | Ministère de la Santé et des Sports                                                          |
| Norge          | Helse- og omsorgsminister | Helse- og omsorgsdepartementet                                                               |
| Norge          | Barne-, likestillings- og inkluderingsminister | Barne-, likestillings- og inkluderingsdepartementet                                          |
| Sverige        | Socialminister | Socialdepartementet                                                                          |
| Sverige        | Barn- och äldreminister | Socialdepartementet                                                                          |
| Sverige        | Sjukvårdsminister | Socialdepartementet                                                                          |
| Sverige        | Socialförsäkringsminister | Socialdepartementet                                                                          |
| Sverige        | Socialtjänstminister | Socialdepartementet                                                                          |
| Storbritannien | Secretary of State for Health (Hälsominister) | Department of Health                                                                         |
| Storbritannien | Secretary of State for Children, Schools and Families (Minister för barn-, skol- och familjepolitik)                                                                                 | Department for Children, Schools and Families                                                |
| Tyskland       | Bundesminister für Arbeit und Soziales (Arbets- och socialminister) | Bundesministerium für Arbeit und Soziales                                                    |
| Tyskland       | Bundesminister für Familie, Senioren, Frauen und Jugend (Familje-, äldre-, kvinno- och ungdomsminister)                                                                              | Bundesministerium für Familie, Senioren, Frauen und Jugend                                   |
| Tyskland       | Bundesminister für Gesundheit (Hälsominister) | Bundesministerium für Gesundheit                                                             |
| USA            | Secretary of Health and Human Services (Hälso- och socialtjänstminister) | Department of Health and Human Services                                                      |